# 宇宙圆盘大战争
《宇宙圆盤大戰争》（日语：宇宙円盤大戦争（うちゅうえんばんだいせんそう））是1975年7月26日的一編公開由東映動画製作的劇場用机器人动画，共30分钟。同年10月播放了《UFO机器人 古连泰沙》。

## 介绍
弗瑞德星的王子狄克的星球及家人被耶班大王軍（ヤーバン大王軍）消滅。王子单独逃到地球改名叫宇門大介。但耶班大王軍又过来侵略地球，大介知道事件后為了保護地球救回復了杜蕾特的身份并开飛碟機械Gattiger（ガッタイガー）與大王軍作戰。

## 人员
- 企画 - 有賀健、勝田稔男
- 原案 - [註 1][註 2]
- 原作 - 永井豪、
- 脚本 - 上原正三
- 演出 - 芹川有吾
- 美術監督 - 内川文広
- 美術設定 - 辻忠直
- 作画監督 - 飯野皓
- 音楽 - 菊池俊輔
- 製作 - 今田智憲

## 主題歌
主題歌
作詞 - 保富康午 / 作曲 - 菊池俊輔 / 編曲 - 森岡賢一郎 / 主唱 - 佐佐木功、
副主題歌
作詞 - 保富康午 / 作曲 - 菊池俊輔 /  編曲 - 森岡賢一郎 / 主唱 - 佐佐木功、

## 漫画
- 1975年7月号-8月号連載
- 冒険王1975年夏休み大増刊号掲載

## 同時上映
- Nobody's Boy（日语：ちびっ子レミと名犬カピ）
- 金剛大魔神對蓋特機器人G 空中大激突
- 秘密战队五连者
- 小露宝
- 生来自由（日语：野生のエルザ）